# Dmitri Veber
Dmitri Vitalyevich Veber (tiếng Nga: Дмитрий Витальевич Вебер; sinh ngày 10 tháng 2 năm 1999) là một cầu thủ bóng đá người Nga. Anh thi đấu cho F.K. Rostov.

## Sự nghiệp câu lạc bộ
Anh có màn ra mắt tại Giải bóng đá chuyên nghiệp quốc gia Nga cho F.K. SKA Rostov-on-Don vào ngày 22 tháng 8 năm 2015 trong trận đấu với FC Druzhba Maykop.
Veber thi đấu trận đầu tiên ở Giải bóng đá ngoại hạng Nga cho F.K. Rostov vào ngày 9 tháng 9 năm 2016 trong trận đấu với F.K. Krylia Sovetov Samara.